# Sai (wapen)

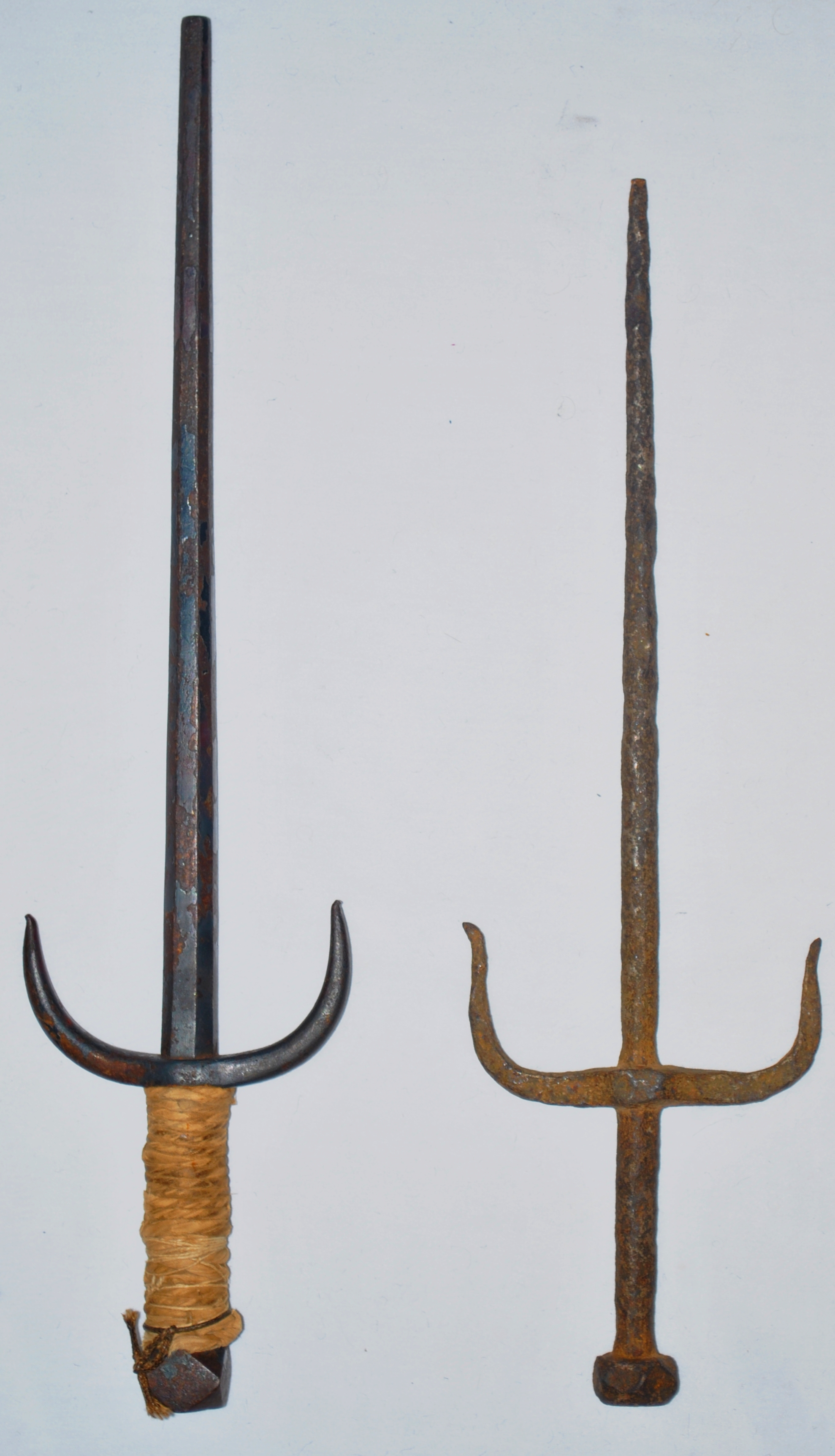
twee Sai

De sai (釵) is een oud Japans gevechtswapen afkomstig van Okinawa. De sai lijkt op een vork, en werd oorspronkelijk gebruikt om gaten in de grond te maken en er vervolgens zaden in te doen. Later is de sai uitgegroeid tot een wapen. De sai was geschikt als wapen omdat het klein, compact en makkelijk te hanteren was. 
De sai wordt nu gebruikt bij verschillende vechtsporten.